# Nyctophilus nebulosus
Nyctophilus nebulosus (Parnaby, 2002) è un pipistrello della famiglia dei Vespertilionidi endemico della Nuova Caledonia.

## Descrizione

### Dimensioni
Pipistrello di piccole dimensioni, con la lunghezza della testa e del corpo tra 52,9 e 54,9 mm, la lunghezza dell'avambraccio tra 42,4 e 43,5 mm, la lunghezza della coda tra 48,7 e 50,2 mm, la lunghezza della tibia tra 20,4 e 21,9 mm, la lunghezza delle orecchie tra 24,5 e 27,3 mm e un peso fino a 12 g.

### Aspetto
La pelliccia è corta e densa. Il colore generale del corpo è bruno-rossastro scuro. Il muso è tronco, con un disco carnoso all'estremità dove si aprono le narici e dietro al quale è presente un rigonfiamento ben sviluppato attraversato longitudinalmente da un solco superficiale. Gli occhi sono piccoli. Le orecchie sono molto grandi, ovali ed unite sulla fronte da una membrana cutanea. Il trago è corto, triangolare e con l'estremità arrotondata. Le membrane alari sono bruno-grigiastre scure e attaccate posteriormente alla base delle dita dei piedi, L'estremità della lunga coda si estende leggermente oltre l'ampio uropatagio. Il calcar è molto lungo e provvisto di un lobo terminale.

## Biologia

### Comportamento
L'attività predatoria inizia al tramonto.

### Alimentazione
Si nutre di insetti.

## Distribuzione e habitat
Questa specie è conosciuta soltanto presso il Monte Koghis, vicino a Numea, nella Nuova Caledonia.
Vive nelle foreste pluviali a circa 430 metri di altitudine.

## Conservazione
La IUCN Red List, considerato che questa specie è presente soltanto in una località all'interno di un ambiente altamente frammentato e soggetto ad un continuo declino nell'estensione e nella qualità del suo habitat, classifica N.nebulosus come specie in grave pericolo (CR).